# رقاص عربی
رقاص عربی (انگلیسی: The Belly Dancer) یک فیلم است که در سال ۲۰۰۱ منتشر شد. از بازیگران آن می‌توان به فکرت کوشکان و صدری آلیشیک اشاره کرد.